# Галлюцинация (ручей)
Галлюцинация — ручей в России, протекает по Хасынскому району Магаданской области. Длина ручья — 14 км.
Начинается на северном склоне вершины 970,3 м вблизи истоков ручьёв Туманного и Имичангара. Течёт в северном направлении. В верховьях левый берег долины ручья обрывистый, скалистый. Правый — пологий, поросший тайгой. В среднем течении долина расширяется. Впадает в Хурчан справа в 30 км от его устья выше устья ручья Безымянного, на высоте 599,8 м над уровнем моря. Вблизи устья Галлюцинации на Хурчане имеется наледь.

## Данные водного реестра
По данным государственного водного реестра России относится к Анадыро-Колымскому бассейновому округу, речной бассейн реки Колыма, речной подбассейн реки — Колыма до впадения Омолона, водохозяйственный участок реки — Колыма от Колымской ГЭС до впадения реки Сеймчан.
Код объекта в государственном водном реестре — 19010100212219000015429.